# Kapóng
Kapóng és una llengua carib parlada principalment a Guyana i Veneçuela, més comunament a la regió de l'Alt Mazaruni. Tot i que molts parlants no viuen als pobles, hi ha diversos nuclis de població, especialment Kamarang, Jawalla, Waramadong i Kako. Hi ha dos dialectes, Akawaio i Patamona.
El nom macuxi de la llengua és Ingarikó.

## Història
Les tribus caribs practiquen un sistema de creences indígenes, que es remunta al segle XVI. No va ser fins al segle xix que es va intentar comprendre les creences i les pràctiques d’aquesta tribu. Gran part del llenguatge Kapóng fa referència al culte al sol i als esperits solars, que reflecteixen el sistema de creences d’aquestes tribus que parlen els caribs. La literatura també ha trobat la creença en un ésser superior al cel entre les tribus dels caribs a Guyana.

## Distribució geogràfica
Es diu que la llengua kapóng es parla a les terres baixes de l’Amèrica del Sud tropical, particularment als països de Guyana, Brasil i Veneçuela.
A Guyana, el kapóng es troba als boscos a la conca del riu Mazaruni. El 2013, una enquesta del Banc Interamericà de Desenvolupament va identificar el 20% de fluïdesa entre els akawaio, que era la taxa de fluïdesa més alta entre tots els grups indígenes de Guyana a la mostra. Tanmateix, el poble guyanès patamona no utilitzava cap llengua indígena a l'enquesta.
El nombre de parlants al Brasil és d’uns 10.000 i la transmissió d’idiomes al Brasil es considera que té bona reputació. Els parlants del Brasil es troben a la Terra Raposa indígena de Roraima.
A Veneçuela, Kapóng es troba als estats de Bolívar i Monagas.

## Dialectes / Varietats
Kapóng té tres dialectes, que són:
- Akawaio (Akawayo)
- Ingarikó (Ingaricó)
- Patamona

## Fonologia

### Consonants
|            |            | Bilabial | Alveolar | Palatal | Velar |
| ---------- | ---------- | -------- | -------- | ------- | ----- |
| Oclusiva   | sorda      | p        | t        |         | k     |
| Oclusiva   | Sonora     | b        | d        |         | g     |
| Fricativa  | sorda      |          | s        |         |       |
| Fricativa  | sonora     |          | z        |         |       |
| Nasal      | Nasal      | m        | n        |         |       |
| Aproximant | Aproximant |          |          | j       | w     |
| Bategant   | Bategant   |          | ɾ        |         |       |

Els al·lòfons de /k s n/ són /ʔ tʃ ŋ/, així com els al·lòfons de /z/ són /ʃ ʒ dʒ/.

### Vocals
|             | Frontal | Central | Posterior |
| ----------- | ------- | ------- | --------- |
| Tancada     | i       | ɨ       | u         |
| Semitancada | e       | ʌ       | o         |
| Oberta      |         | a       |           |

## Ortografia

### Vocals i diftongs
- a - [a]
- e/ee - [ɛ]
- i/ii - [i/ɪ]
- ï/y/i - [i]
- o/oo - [o/ɔ]
- ö - [ø/ə]
- u/uu - [u]
- ai - [aj]
- au - [aw]
- ei - [ej]
- oi - [ɔj]

### Consonants
- b - [b]
- ch - [t͡ʃ]
- d - [d]
- g - [g]
- j - [d͡ʒ]
- k/c/qu - [k]
- kw/qu - [kw]
- m - [m]
- n - [n]
- ñ - [ɲ]
- ng - [ŋ]
- p - [p]
- r/l - [ɺ]
- s - [s]
- sh - [ʃ]
- t - [t]
- w/hu - [w]
- y - [j]
- z - [z]
- zh/rr - [ʒ]
- ' - [ʔ][6]

## Vocabulari
Gran part del llenguatge Kapóng posa èmfasi en un esperit / déu superior al cel, i això es reflecteix en el vocabulari en aquest idioma.
- Kapóng = Poble del Cel
- akwalo = l'esperit
- akwa = Lloc de déu
- Waica = guerrer
- Taemogoli = avi
- Kapo = al cel
- Iopotari akuru = cap esperit

## Morfologia
yamok (aemvk)) és una terminació que s'utilitza per fer plurals. (i.e.) Afegint yamok a "Kapong" fas "Kapong" plural; Kapong yamok.
-da és un marcador que s'utilitza per marcar la possessió. (i.e.) kaata = llibre; da kaata = el meu llibre.
L’ordre de paraules preferit de Kapóng és subjecte-objecte-verb, per exemple:
| Walawokyamàkuya           | molok | yachi   |
| ------------------------- | ----- | ------- |
| nois (plural)             | peix  | atrapar |
| "Els nois agafen un peix" |       |         |

Tot i això, l’ordre de les paraules és flexible i hi ha casos en què l’objecte precedeix el subjecte en frases. Com ara:
| Kanau                      | ikuurabök  | mang |
| -------------------------- | ---------- | ---- |
| vaixell                    | ell remant | és   |
| "Ell està remant la barca" |            |      |

No hi ha distincions de gènere a Kapóng, ja que no hi ha diferències en els sistemes de pronoms personals ni en els afixos que indiquin gèneres de substantius.
Els símils s'utilitzen sovint per escrit, ja que moltes paraules d’aquest idioma permeten que això passi. Mitjançant l’ús de sufixos, moltes paraules es poden convertir en símils. Els exemples són els següents:
- -kasa = 'com'
- -walai = 'similar a'